# IC 2838
IC 2838 је елиптична галаксија у сазвјежђу Лав која се налази на листи објеката дубоког неба у Индекс каталогу.
Деклинација објекта је + 14° 0' 42" а ректасцензија 11h 27m 45,2s. Привидна величина (магнитуда) објекта IC 2838 износи 16,0 а фотографска магнитуда 17,0. IC 2838 је још познат и под ознакама NPM1G +14.0279, PGC 3090746.